# Вюлі-ле-Лак
Вюлі-ле-Лак (фр. Vully-les-Lacs) — громада  в Швейцарії в кантоні Во, округ Бруа-Вюлі.

## Географія
Громада розташована на відстані близько 33 км на захід від Берна, 55 км на північний схід від Лозанни.
Вюлі-ле-Лак має площу 20,9 км², з яких на 11,9% дозволяється будівництво (житлове та будівництво доріг), 67,8% використовуються в сільськогосподарських цілях, 17,6% зайнято лісами, 2,7% не є продуктивними (річки, льодовики або гори).

## Демографія
2019 року в громаді мешкало 3274 особи (+43,7% порівняно з 2010 роком), іноземців було 16,5%. Густота населення становила 157 осіб/км².
За віковим діапазоном населення розподілялося таким чином: 21,7% — особи молодші 20 років, 59,5% — особи у віці 20—64 років, 18,8% — особи у віці 65 років та старші. Було 1439 помешкань (у середньому 2,3 особи в помешканні).
Із загальної кількості 662 працюючих 215 було зайнятих в первинному секторі, 78 — в обробній промисловості, 369 — в галузі послуг.